# Searsia paniculata
Searsia paniculata är en sumakväxtart som först beskrevs av Nathaniel Wallich och George Don jr, och fick sitt nu gällande namn av Moffett. Searsia paniculata ingår i släktet Searsia och familjen sumakväxter. Inga underarter finns listade i Catalogue of Life.